# Байу, Жюльен
Жюльен Байу (фр. Julien Bayou; род. 11 июня 1980, Париж) — французский политик, национальный секретарь партии «Экологисты» (2019—2022).

## Биография
Родился 11 июня 1980 года в Париже в семье архитектора и учительницы. Учился сначала в Страсбургском, затем в парижском Институте политических исследований. Получил диплом по международной экономике, позднее в 2011 году — по праву. В 2020 году получил лицензию на занятие адвокатской деятельностью. Начинал профессиональную карьеру в качестве советника по связям с ЮНЕСКО в Министерстве национального образования, затем работал в неправительственной организации. С 2010 года связан с партией Европа Экология Зелёные, был избран депутатом регионального совета Иль-де-Франса. В 2013 году стал официальным представителем партии вместе с Сандрин Руссо (с 2016 года — с Сандрой Реголь). С 30 сентября 2019 года — национальный секретарь партии.
27 июня 2021 года возглавляемый Байу блок левых и зелёных с результатом 33,9 % во втором туре региональных выборов в Иль-де-Франсе уступил правоцентристам во главе с Валери Пекресс (45,1 %), но оставил позади список Национального объединения (10,8 %).
В 2022 году победил на парламентских выборах в 5-м избирательном округе Парижа с результатом 58,05 %.
23 июня 2022 года избран сопредседателем партийной фракции в Национальном собрании вместе с Сирьель Шатлен.
26 сентября 2022 года ушёл в отставку со всех должностей после обвинений в психологическом насилии по отношению к своей близкой подруге.